# Lista de membros da Royal Society eleitos em 1671
Esta é uma lista de Membros da Royal Society eleitos em seu décimo-segundo ano, 1671.

## Fellows
- Nehemiah Grew (1641–1712)
- Martin Lister (1639–1712)
- Sir Philip Matthews (1642–1685)
- Sir Robert Reading (1640–1689)
- Sir John Williams (1642–1680)